# Schloss Hackhausen

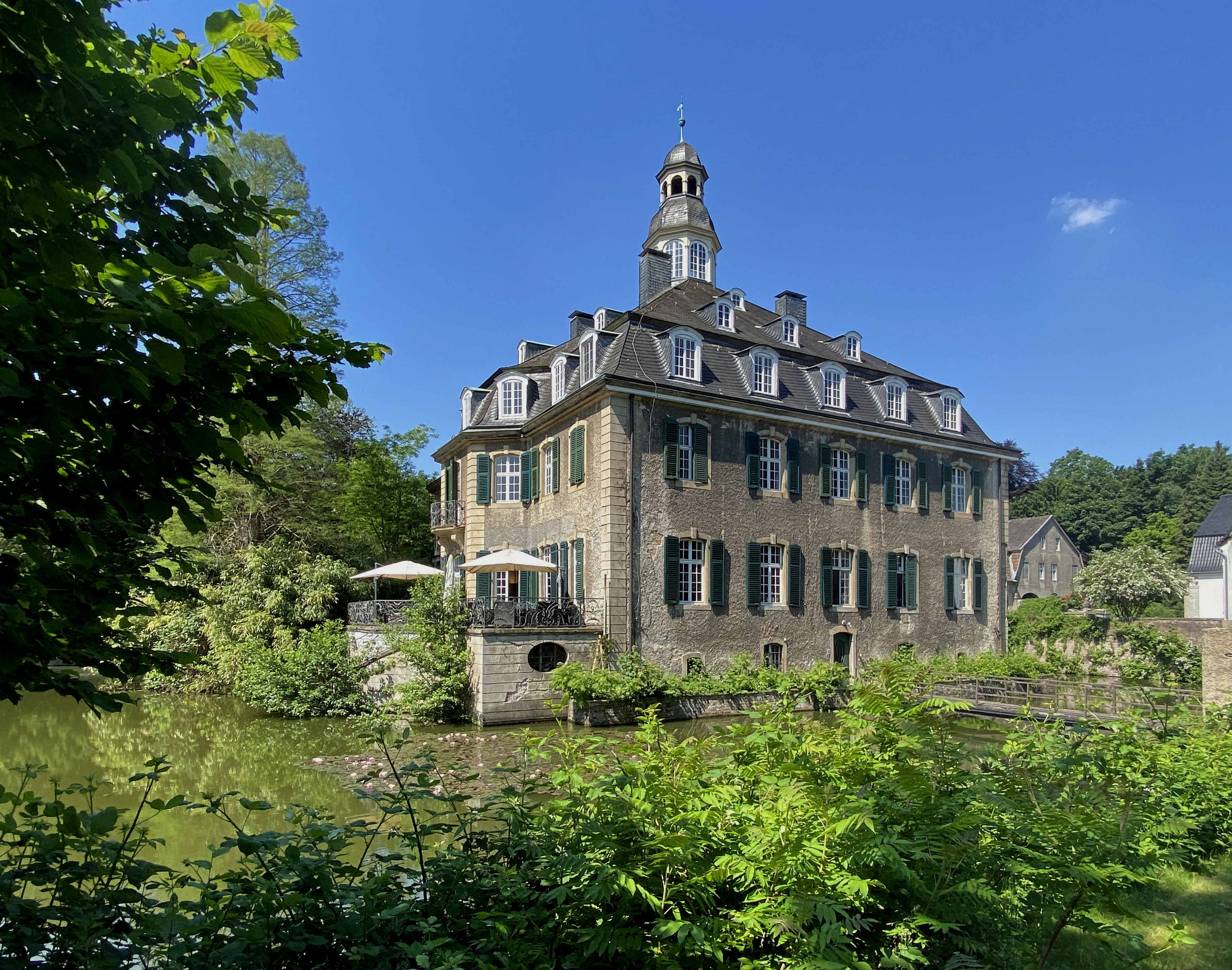
Schloss Hackhausen von Nordosten (2021)

Das Schloss Hackhausen ist ein Wasserschloss der Reformarchitektur in der bergischen Großstadt Solingen. Die Geschichte des Adelssitzes reicht bis in das Mittelalter zurück. Das heute noch vorhandene Schloss stammt jedoch in weiten Teilen aus dem Jahre 1907, da es nach einem Brand neu errichtet wurde.

## Lage und Beschreibung
Das Schloss befindet sich abseits der Landesstraße 288, der Bonner Straße, in einem Waldgebiet im Stadtteil Ohligs am Rande der Ohligser Heide. Das Schloss präsentiert sich als quaderförmiger, zweigeschossiger Putzbau mit Mansarddach, das durch seine Dachfenster und eine kleine Laterne im Stil des Neo-Rokoko dominiert wird. Die grünen Fensterläden verraten den Einfluss des Bergischen Stils. Das Schloss befindet sich inmitten eines kleinen Wassergrabens, der vom Wasser des Viehbach gespeist wird; der Zugang zum Schloss erfolgt über einen steinernen Überweg.
Die um diverse Nebengebäude erweiterte Anlage befindet sich heute in Privatbesitz und ist für die Öffentlichkeit nicht zugänglich.

## Geschichte

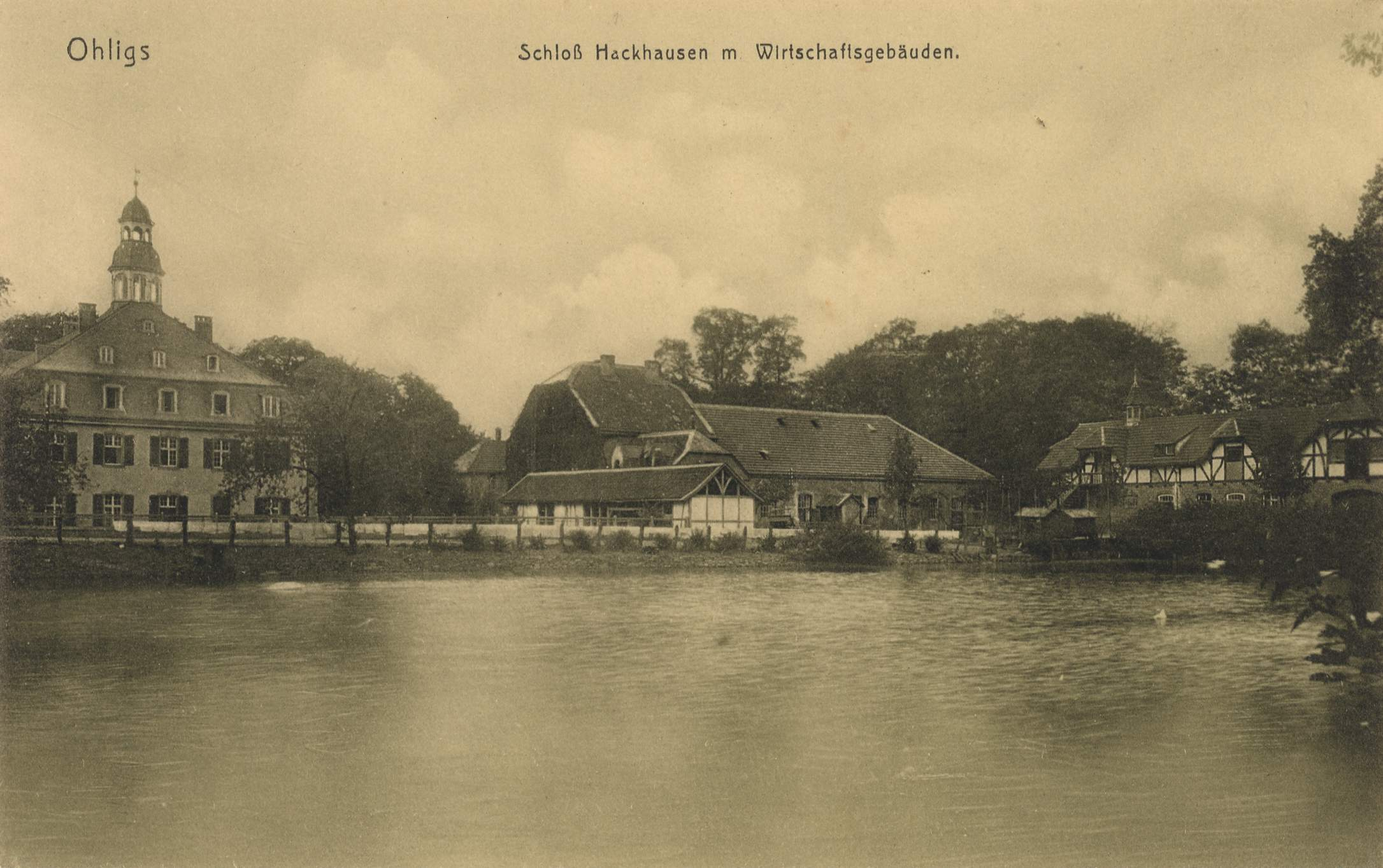
Schloss Hackhausen (etwa 1900)

Die Wurzeln des Hofes Hackhausen liegen wahrscheinlich im Mittelalter. Spätestens seit dem 14. Jahrhundert ist auch eine erste Wasserburg am gleichen Standort nachgewiesen. Im 15. Jahrhundert gerieten die Herzoge von Berg durch Erbschaft in den Besitz des Schlosses. Aufgrund von Geldnot veräußerte Herzog Wilhelm von Jülich und Berg das Schloss jedoch bereits im Jahre 1485. So gelangte die Familie von Bottlenberg-Kessel in den Besitz des Schlosses.
Die alte Wasserburg war in der zweiten Hälfte des 18. Jahrhunderts stark verfallen. Die Besitzerfamilie von Bottlenberg-Kessel ließ sie daher im Jahre 1772 abbrechen und durch ein größeres Wasserschloss im Stil des Rokoko ersetzen. Jener Bau war durch eine Zugbrücke über den Wassergraben an seine Umgebung angeschlossen.
Am 22. April 1887 wurde das Schloss durch den Gutsverwalter in Brand gesetzt und brannte daraufhin mitsamt der Wirtschaftsgebäude ab; lediglich im Erdgeschoss blieben einige Mauern des Schlosses stehen. In der Folgezeit wurde das Untergeschoss notdürftig wieder hergestellt. 1891 wurde das Areal zunächst an einen Ökonomen und später, im Jahre 1893, an die Kaufleute August von Recklinghausen und Richard Berg verkauft. Diese ließen das Schloss nach alten Plänen auf Basis von Entwürfen des Architekten Paul Schultze-Naumburg im Jahre 1907 wiedererrichten.

## Denkmalschutz

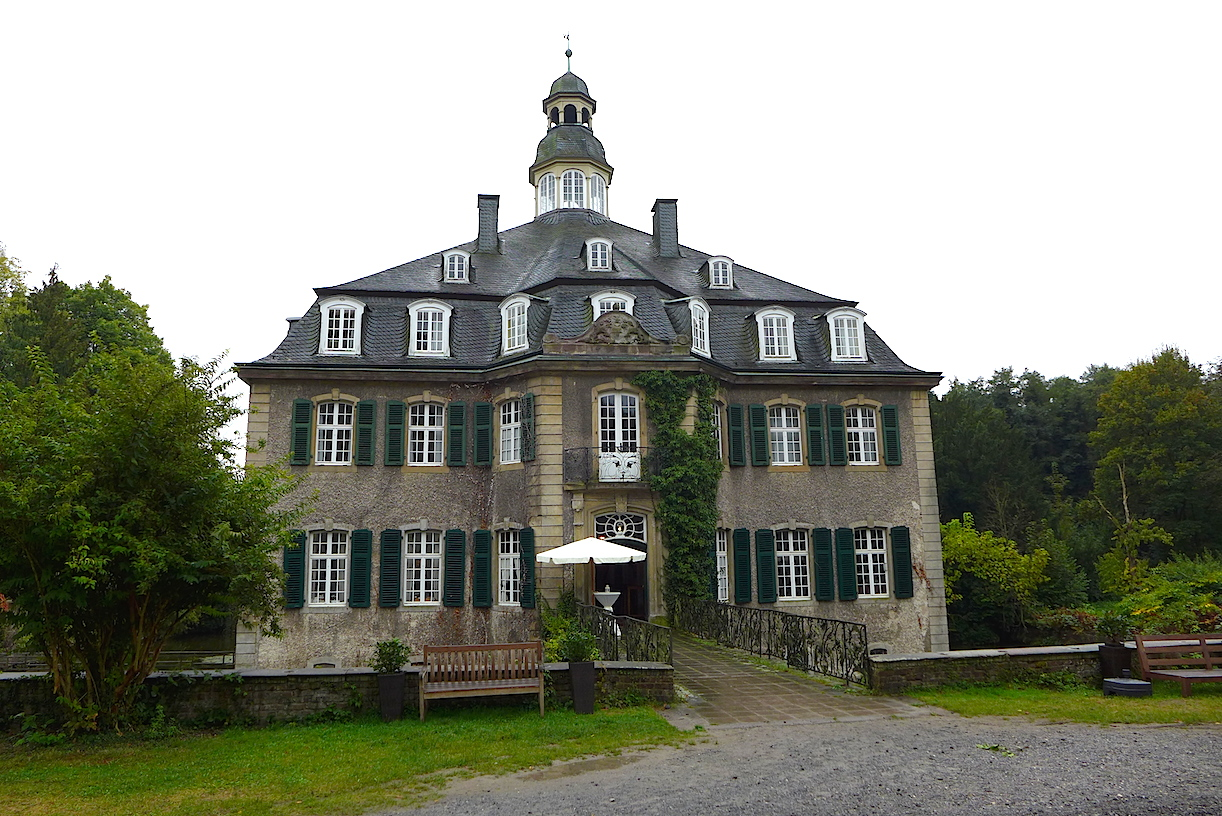
Schloss Hackhausen, frontal (2016)

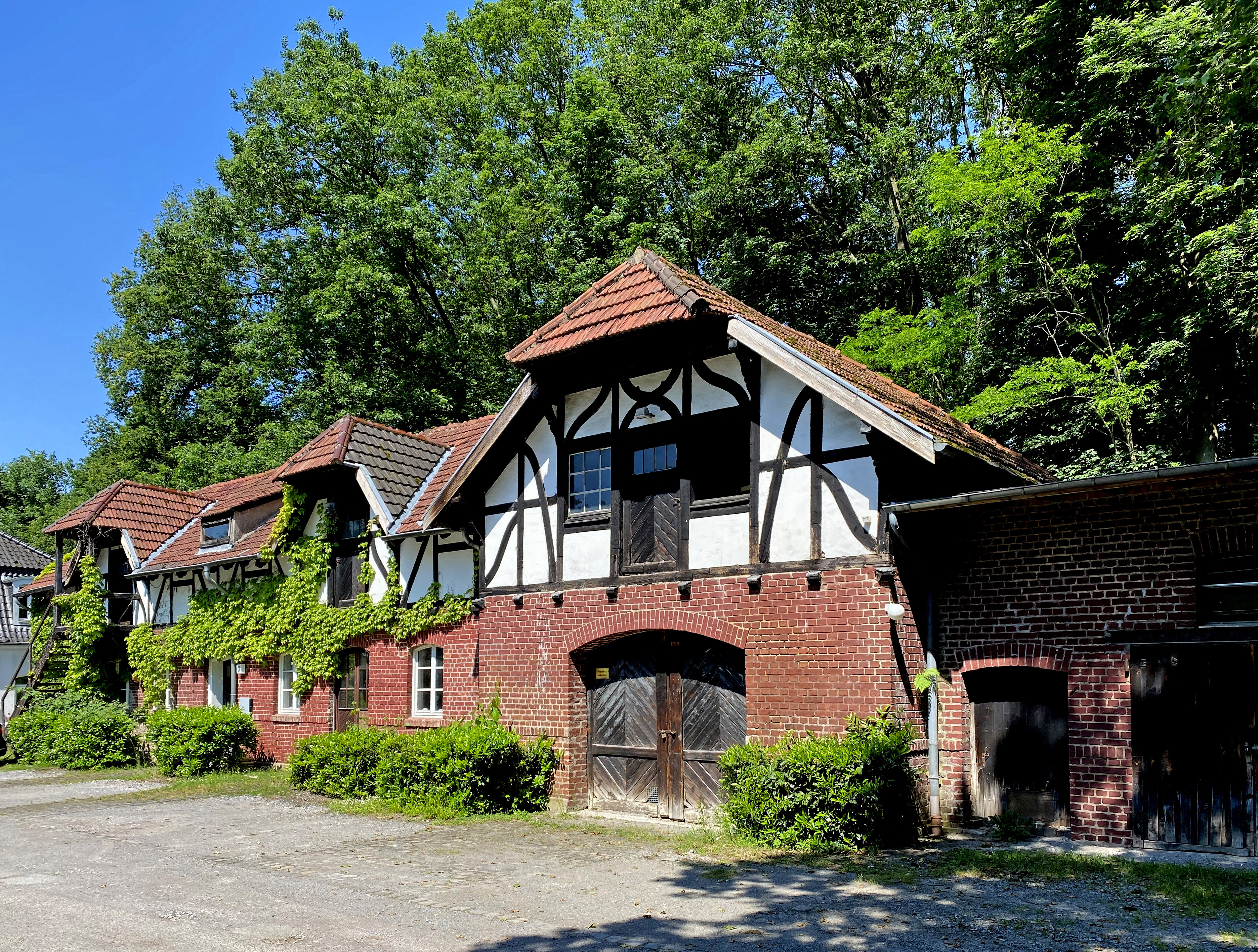
Nebengebäude (2021)

Das Schloss wurde bereits im Oktober 1981 als eines der ersten Objekte in Solingen unter Baudenkmalschutz gestellt. Unter der laufenden Nummer 24 hielt das Hauptgebäude Hackhausen 1, 2 mit nicht näher bezeichneten Nebengebäuden am 18. September 1984 Einzug in Teil A der Solinger Denkmalliste. Am 3. Februar 1987 wurde das 1906 erbaute ehemalige Gärtnerhaus des Schlosses, Hackhausen 9, ebenfalls unter Denkmalschutz gestellt.
Um die zu Beginn der 1980er Jahre erfolgte Eintragung in die Denkmalliste zu spezifizieren, wurde im Jahr 2012 eine erneute Begutachtung der Schlossanlage durch das LVR-Amt für Denkmalpflege durchgeführt. Auf Basis eines 2014 veröffentlichten Gutachtens zum Denkmalwert wurde der Denkmalschutz auf die Gebäude Hackhausen 1, 2, 2a, b, c und 3 einschließlich der Gartenanlage ausgeweitet. Die Denkmalliste wurde insoweit am 12. Juli 2018 ergänzt. Zeitgleich wurde auch das Gelände des Wasserschlosses Hackhausen mit Vorburg und Gartenanlage bis zum Viehbach sowie dem Stauteich in die Liste der Bodendenkmäler in Solingen eingetragen.